# Petite capitale a culbuté
Cette page contient des caractères spéciaux ou non latins. S’ils s’affichent mal (▯, ?, etc.), consultez la page d’aide Unicode.
Ne doit pas être confondu avec V barré.
Pour le quantificateur, voir ∀.
La petite capitale a culbuté est une lettre additionnelle de l’écriture latine qui a été utilisée dans l’alphabet phonétique international.

## Utilisation
De 1900 à 1928, la petite capitale a culbuté ‹ ᴀ › est utilisée dans l’Alphabet phonétique international pour représenter une voyelle mi-fermée postérieure [ɤ], transcrite avec le petit gamma ‹ ɤ › à partir de 1921 et officiellement à partir de 1928. Il a notamment été utilisé dans Nydansk de Marius Kristensen (da) publié en 1906.
En 1964, Trager propose ce symbole pour noter une voyelle basse supérieure centrale non arrondie.

## Informatique
La petite capitale a culbuté n’a pas été codée dans Unicode et n’est dans aucun codage standardisé.

## Mathématiques
Le symbole {\displaystyle \forall } est très utilisé en mathématiques, et y est lu « pour tout ». C'est un quantificateur.
Il signifie, placé devant un objet lui-même devant une propriété : “pour tout objet vérifiant la propriété”. Ainsi {\displaystyle \forall x\in \mathbb {R} } signifie : pour tout x appartenant à l’ensemble des réels.